# سانتمارگاتس (زاوخان)
سانتمارگاتس (به لاتین: Santmargats) یک منطقهٔ مسکونی در مغولستان است که در استان زوخان واقع شده‌است.